# Sophie Dubuisson-Quellier
Sophie Dubuisson-Quellier, née en 1969, conduit des travaux en sociologie économique qui portent sur la fabrique sociale du consommateur. 
Sophie Dubuisson-Quellier mène des travaux de recherches sur la manière dont les mouvements militants (commerce équitable, agriculture biologique, ONG, mouvements anti-publicitaires ou de consommation responsable...), mobilisent les consommateurs pour leur fournir des moyens d’action.
Ses travaux de recherche portent également sur la manière dont les conduites économiques des consommateurs sont façonnées à l’articulation des interventions des entreprises, de l’État et des mouvements sociaux.
Sophie Dubuisson-Quellier travaille également à étudier différentes politiques publiques qui cherchent à gouverner les conduites des consommateurs.

## Biographie

### Situation depuis 2020
Directrice de recherche (DR1) en sociologie au CNRS au Centre de sociologie des organisations (CNRS-Sciences Po), Directrice adjointe du CSO en janvier 2015, puis Directrice du CSO en janvier 2022.
Membre du Haut Conseil pour le climat.
Co-directrice de la Revue française de sociologie.
Enseignante à Sciences-Po
Le 28 juillet 2020, elle est nommée présidente du conseil scientifique de l'ADEME.
Sophie Dubuisson-Quellier est également membre de l’Editorial Board de la revue Sustainability: Sciences, Practice and Policy, Membre de l'Editorial Board de "Consumption and Society" et co-dirige la collection « sociologie économique » aux Presses Universitaires de la Sorbonne (avec Philippe Steiner et Marie Trespeuch).

### Formation
- Diplôme de l'IEP de Grenoble, 1991
- DEA d'économie industrielle, université Pierre Mendès France, Grenoble, 1992
- Doctorat de sociologie, École des mines de Paris, 1996 (directeur : Michel Callon)
- HDR de sociologie, université Paris-IV, 2008 (garant : Philippe Steiner)

### Postes occupés
- 1997-2000 : Chargée de mission auprès du Commissariat général du Plan
- 1996-2001 : Maître de conférences en sociologie à l'École des mines de Nantes
- 2001-2003 : Chargée de recherche, détachée à l'INRA.

## Publications

### Travaux universitaires
- Sophie Dubuisson-Quellier, « Les protestations autour du marché », thèse HDR, université Paris-IV-Sorbonne, 2008.

### Ouvrages - Direction d'ouvrages
Sophie Dubuisson-Quellier a participé à la rédaction de différents ouvrages : 
- Le design : l'objet dans l’usage, Presses des Mines, 1996.
- La consommation engagée, Paris, Presses de Sciences Po, 2009.
- Ethical Consumption. Protest Series. Winnipeg (Canada), Fernwood Publishing, 2013.
- 消费者在行动. La consommation engagée, La Bibliothèque du citoyen. Pékin, Social Sciences Academic Press, 2015.
- Le biais comportementaliste[2]. Paris: Presses de Sciences Po, 2018
- La consommation engagée. 2e édition. Contester 15. Paris, Presses de Sciences Po, 2018.
- Mobilisations écologiques[3]. PUF, 2023.
- La consommation engagée. 3e édition revue et augmentée. Paris, Presses de Sciences Po, 2025.

Sophie Dubuisson-Quellier a également dirigé plusieurs ouvrages parmi lesquels on peut citer Gouverner les conduites et Juger pour échanger.

## Décoration
- Chevalière de la Légion d'honneur (en 2022)[6]